# Nordija
Nordija (hebrejsky נוֹרְדִיָּה, v oficiálním přepisu do angličtiny Nordiyya, přepisováno též Nordia) je vesnice typu mošav v Izraeli, v Centrálním distriktu, v Oblastní radě Lev ha-Šaron.

## Geografie
Leží v nadmořské výšce 38 metrů v hustě osídlené a zemědělsky intenzivně využívané pobřežní nížině, respektive Šaronské planině, na východním okraji města Netanja.
Obec se nachází 5 kilometrů od břehu Středozemního moře, cca 29 kilometrů severoseverovýchodně od centra Tel Avivu, cca 55 kilometrů jižně od centra Haify a 5 kilometrů východně od města Netanja. Mošav Nordija obývají Židé, přičemž osídlení v tomto regionu je etnicky převážně židovské.
Nordija je na dopravní síť napojena pomocí lokální silnice číslo 5702, jež severně od vesnice ústí do dálnice číslo 57. Východně od mošavu probíhá severojižním směrem dálnice číslo 4.

## Dějiny
Nordija byla založena v roce 1948. K zřízení vesnice došlo 1. listopadu 1948. Pojmenována byla podle sionistického politika a organizátora Maxe Nordaua. Zpočátku se používalo též jméno obce Nordia (Irgun Margolin).
Správní území obce dosahuje 2350 dunamů (2,35 kilometru čtverečního). Místní ekonomika je orientována na zemědělství a průmysl. Roku 1961 zde byla založena továrna Nordia Springs, která je od roku 1963 ve vlastnictví mošavu. Zabývá se výrobou pružin.
Nordija vznikla poblíž zaniklé arabské vesnice Chirbet Bajt Lid, která stávala do války za nezávislost v roce 1948 na západním okraji nynějšího mošavu a která fixovala starší osídlení v této lokalitě. Křižáci ji nazývali Arthabec. Roku 1931 měl Chirbet Bajt Lid 298 obyvatel a 75 domů. Stála tu mešita a základní škola. Počátkem války v dubnu 1948 byla tato oblast ovládnuta židovskými silami a arabské osídlení zde skončilo. Zástavba vesnice pak byla zbořena. Název zaniklé vesnice se dodnes udržel v neoficiálním označení nedaleké křižovatky dálnic číslo 4 a 57 - Comet Bejt Lid (צומת בית ליד), oficiálně Comet ha-Šaron (צומת השרון‎).

## Demografie
Podle údajů z roku 2014 tvořili naprostou většinu obyvatel v Nordija Židé - cca 2000 osob (včetně statistické kategorie "ostatní", která zahrnuje nearabské obyvatele židovského původu ale bez formální příslušnosti k židovskému náboženství, cca 2100 osob). Jde o menší sídlo vesnického typu s dlouhodobě rostoucí populací. K 31. prosinci 2014 zde žilo 2057 lidí. Během roku 2014 populace stoupla o 2,7 %.
Věková skladba populace není příznivá. Roku 2013 zde byl nejnižší podíl obyvatelstva ve věku do 17 let ze všech sídel městského charakteru v Izraeli (jen 17,0 % z celkové populace obce).
| Rok            | 1948 | 1961 | 1972 | 1983 | 1995 | 2001 | 2003 | 2004 | 2005 | 2006 | 2007 | 2008 | 2009 | 2010 | 2011 | 2012 | 2013 | 2014 |
| -------------- | ---- | ---- | ---- | ---- | ---- | ---- | ---- | ---- | ---- | ---- | ---- | ---- | ---- | ---- | ---- | ---- | ---- | ---- |
| Počet obyvatel | 47   | 280  | 285  | 313  | 1238 | 1930 | 2083 | 2104 | 2078 | 2079 | 2105 | 2138 | 1861 | 1876 | 1950 | 2024 | 2002 | 2057 |